# Jakub Blacký
Jakub Blacký (10. září 1915 – 3. února 2009 Klatovy) byl český bojovník proti nacismu i komunismu a politický vězeň komunistického režimu.
V 50. letech byl ve vykonstruovaném procesu odsouzen za údajnou velezradu, deset let byl vězněn. Za normalizace byl pevnou oporou disidentských organizací. Po roce 1989 se podílel na opravě církevních památek na Domažlicku.
Pohřeb proběhl 7. února v Domažlicích pod vedením biskupa Radkovského.

## Vyznamenání
- Cena za občanskou statečnost (2004; od hejtmana Plzeňského kraje)
- Osobní gratulace s požehnáním od papeže Benedikta XVI. k 92. narozeninám (2007)[1][2]
- Řád Tomáše Garrigua Masaryka  II. třídy (2008)
- čestné občanství Domažlic